# PDC (ген)
PDC (англ. Phosducin) – білок, який кодується однойменним геном, розташованим у людей на короткому плечі 1-ї хромосоми.  Довжина поліпептидного ланцюга білка становить 246 амінокислот, а молекулярна маса — 28 246.
| 10         |  | 20         |  | 30         |  | 40         |  | 50         |
| ---------- |  | ---------- |  | ---------- |  | ---------- |  | ---------- |
| MEEAKSQSLE |  | EDFEGQATHT |  | GPKGVINDWR |  | KFKLESQDSD |  | SIPPSKKEIL |
| RQMSSPQSRN |  | GKDSKERVSR |  | KMSIQEYELI |  | HKEKEDENCL |  | RKYRRQCMQD |
| MHQKLSFGPR |  | YGFVYELETG |  | KQFLETIEKE |  | LKITTIVVHI |  | YEDGIKGCDA |
| LNSSLTCLAA |  | EYPIVKFCKI |  | KASNTGAGDR |  | FSLDVLPTLL |  | IYKGGELISN |
| FISVAEQFAE |  | EFFAGDVESF |  | LNEYGLLPER |  | EVHVLEHTKI |  | EEEDVE     |

A: Аланін

C: Цистеїн

D: Аспарагінова кислота

E: Глутамінова кислота

F: Фенілаланін

G: Гліцин

H: Гістидин

I: Ізолейцин

K: Лізин

L: Лейцин

M: Метіонін

N: Аспарагін

P: Пролін

Q: Глутамін

R: Аргінін

S: Серин

T: Треонін

V: Валін

W: Триптофан

Локалізований у цитоплазмі, ядрі, клітинних відростках, війках.